# Mutiertes Citrulliniertes Vimentin
Der Nachweis von Autoantikörpern gegen Mutiertes Citrulliniertes Vimentin (MCV) ist ein Laborparameter zur Diagnose der rheumatoiden Arthritis (RA).
Bei der RA handelt es sich um eine Autoimmunerkrankung. Der Nachweis bestimmter Autoantikörper (das sind Antikörper gegen körpereigenes Gewebe) kann den Arzt bei der Diagnostik der Erkrankung und der Therapieentscheidung unterstützen. Das gilt gerade für die Frühformen der RA, wenn (noch) keine typischen Symptome bestehen.

## Grundlagen
Die Citrullinierung von Proteinen ist ein physiologischer (d. h. natürlicherweise im Körper ablaufender) Prozess, bei dem die Aminosäure Arginin in die Aminosäure Citrullin enzymatisch umgewandelt wird. Das dadurch veränderte körpereigene Protein wird vom Immunsystem als körperfremd angesehen, wodurch es zur Bildung autoreaktiver („gegen sich selbst gerichtet“) Antikörper kommt, die das eigene Gewebe attackieren und eine Entzündungsreaktion in Gang bringen. Die Folge ist eine Autoimmunerkrankung.
Citrullinierte Proteine wurden in den Gelenken von Patienten mit rheumatoider Arthritis nachgewiesen. Eines dieser Proteine ist das mutierte citrullinierte Vimentin (MCV), das mit dem 1994 beschriebenen Sa-Antigen identisch ist.
Die MCV-Antikörper gelten als Biomarker für die RA. Der diagnostische und prognostische Wert des MCV-Antikörper-Nachweises ist höher als der der Rheumafaktoren.
Die Citrullinierung des Vimentins ist wesentlich an der Entstehung der RA beteiligt. Zudem ist ein Zusammenhang zwischen der MCV-Antikörper-Konzentration mit der Krankheitsaktivität und dem Schweregrad der rheumatoiden Arthritis nachgewiesen.

## Bedeutung
Der medizinische Nutzen des MCV-Antikörper-Nachweises liegt im frühen Auftreten dieser Biomarker und damit in der Möglichkeit, auch die RA-Frühformen diagnostizieren und die Krankheit bereits vor dem Auftreten von Schmerzen und Schäden therapieren zu können.
Mit der Entwicklung eines Point-of-Care-Tests, der den Anti-MCV-Nachweis mit dem Nachweis von Rheumafaktoren kombiniert und eine Spezifität von 99,7 % erreicht, wurden wichtige Fortschritte gerade in der Rheumafrühdiagnostik gemacht.
MCV-Antikörper sind auch wichtige prognostische Biomarker zum Einschätzen des Verlaufs einer rheumatoiden Arthritis. Zudem gibt es Hinweise auf einen Zusammenhang zwischen der MCV-Antikörper-Konzentration und dem Therapieerfolg bei RA.